# 大相似形テレビ
『大相似形テレビ!!』（だいそうじけいテレビ）は、日本テレビ系列局ほかで放送された日本テレビ製作のバラエティ番組。
全10回。製作局の日本テレビでは1992年10月24日から同年12月26日まで、毎週土曜 19:00 - 19:54  (JST) に放送。

## 概要
前番組の「大追跡」の司会を務めていた青島幸男・高見知佳が平日の「追跡」を含め、最大週6日（ナイター中継か特別番組の有無で変動がある。）出演で負担軽減で始まった番組である。
「似ていること」をエンターテインメント化していた番組で、似ている有名人同士や、人とモノ、モノ同士など、あらゆるパターンの面白い相似形を紹介する内容だった。エジプト、タイ、香港など海外発のもの、江戸時代の資料などからのそっくりネタなどが登場していた。
タレント、有名人などからなるパネラー（審査員）は、それらが本当に似ているのかどうかを「IPPON」（一本）、「W-ARI」（技あり）、「TAIJO」（退場）のいずれかで評価する。「IPPON」は1点、「W-ARI」は0.5点、「TAIJO」は-1点として計算し、合計が3点以上で合格、賞金3万円を獲得。また全員が「IPPON」だったら賞金10万円を獲得となる。また、合格になった作品から最優秀作品を投稿した視聴者に賞金10万円と副賞として番組スポンサーのリコーからカメラを贈られた。また、番組スタッフが発見した作品が最優秀作品になった場合は、翌週の放送では最優秀作品をさらに10万円上乗せした。
裏番組に『美少女戦士セーラームーン』や『平成教育委員会』があったことも影響し、1992年11月21日放送の回で「顔面ミックスマシン（顔面変化マシン）」を登場させたり、「早押し顔面合成クイズ」や、音楽のそっくりネタなど、新企画を導入してテコ入れを図ろうとしたものの、わずか2か月半で終了した。この番組の放送回数10回は、1時間枠時代のこの枠で放送された番組の中では『全員出席!笑うんだってば』の9回に次ぐワースト記録である。
なお番組制作協力のハウフルスは、連続して20時から放送されていたマジカル頭脳パワー!!も制作協力となっており、番組フォーマットが似かよったようなものとなっていた。
その後、2003年8月に日本テレビ開局50周年記念特番として放送された『ダウンタウンのバラエティ50年史』や、2019年3月23日に放送された『月曜から夜ふかし 平成のテレビ問題大精算スペシャル』の中で、短命で終了した番組の1つとして紹介された。

## 出演者

### 司会
- 堺正章
- 楠田枝里子

### パネラー
- 和田アキ子
- 明石家さんま
- 関根勤
- 高田純次
- コロッケ - 「瀧川ひろし」名義で出演。
- 塩田丸男
- 工藤兄弟 - 番組では「ミスター大相似形」と呼ばれていた。
- トニー・タナカ
- ほか

### ナレーター
- 内海賢二
- 関口伸
- 沼尾ひろ子

## 主な企画
- 今週の大集合！
  - テーマ別（プロ野球特集など）で、それに沿って似た人物を集める[2]。
- 早押しモーフィングクイズ
  - 2人の有名人同士の顔面を合成し、それが誰と誰なのかを当てる[3]。
- あなたのそばの相似くん[3]
- 相似形グラフィティ[4]
- 子供にとっては相似形[4]
- 世界の街の相似くん
  - 外国に取材に出掛けた先で、日本の有名人などに似た人物を紹介[5]。

## テーマ曲
- 恋のフリフリ（GO-BANG'S） - この曲の1番ではなく、「だけどあなたは大相似形」という歌詞が出てくる2番が使われていた。特に「フリフリフ」の部分はジングルとして多用された。

## スタッフ
- 構成：沢口義明、矢頭浩、浜田悠、小山薫堂
- リサーチ：DNP、オフィスゲイム、スタッフ東京
- ロケディレクター：小澤太郎、藤井淳、中村靖、黒田計彦
- ディレクター：李闘士男、佐藤浩仁
- 総合演出：菅原正豊
- プロデューサー：小杉善信／新国誠
- 制作協力：ハウフルス
- 製作著作：日本テレビ